# كومباني أوف هيروز 3
كومباني أوف هيروز 3 (بالإنجليزية: Company of Heroes 3)‏ هي لعبة استراتيجية لحظية من تطوير شركة ريليك إنترتينمنت ونشر شركة سيجا. من المقرر صدور اللعبة في 2022. تدور أحداث اللعبة في مسرح شمال أفريقيا وإيطاليا خلال الحرب العالمية الثانية.